# Vienna Capitals 2008/09
Sezona 2008/09 je bila za klub Vienna Capitals 8. sezona v najvišji kategoriji avstrijskega hokeja na ledu - Avstrijski hokejski ligi. Domače tekme so igrali v dvorani Albert Schultz Eishalle. Redni del se je začel 18. septembra 2008.

## Redni del Avstrijske hokejske lige

### Končna lestvica
| #   | Klub                      | OT | Z  | PP | P  | GR      | T  |
| --- | ------------------------- | -- | -- | -- | -- | ------- | -- |
| 1.  | EC KAC                    | 54 | 38 | 4  | 16 | 204:141 | 80 |
| 2.  | Vienna Capitals           | 54 | 33 | 7  | 21 | 203:162 | 73 |
| 3.  | EC Red Bull Salzburg      | 54 | 32 | 4  | 22 | 200:157 | 68 |
| 4.  | VSV EC                    | 54 | 31 | 5  | 23 | 183:153 | 67 |
| 5.  | EHC Black Wings Linz      | 54 | 30 | 3  | 24 | 166:144 | 63 |
| 6.  | HK Acroni Jesenice        | 54 | 24 | 6  | 30 | 179:197 | 54 |
| 7.  | Graz 99ers                | 54 | 24 | 6  | 30 | 124:154 | 54 |
| 8.  | HC TWK Innsbruck          | 54 | 24 | 6  | 30 | 153:186 | 54 |
|     |                           |    |    |    |    |         |    |
| 9.  | Alba Volán Székesfehérvár | 54 | 17 | 9  | 37 | 129:178 | 43 |
| 10. | HDD Tilia Olimpija        | 54 | 17 | 7  | 37 | 131:200 | 41 |

## Postava
| Vratarji | Vratarji | Vratarji            | Vratarji    | Vratarji     | Vratarji |
| -------- | -------- | ------------------- | ----------- | ------------ | -------- |
| #        |          | Igralec             | Boljša roka | Kraj rojstva |          |
| 22       | Avstrija | Rudolf Hummel       |             |              |          |
| 23       | Avstrija | Lucas Haberhofer    | leva        |              |          |
| 35       | Kanada   | Jean-Francois Labbe | leva        |              |          |

| Branilci | Branilci                | Branilci           | Branilci    | Branilci          | Branilci |
| -------- | ----------------------- | ------------------ | ----------- | ----------------- | -------- |
| #        |                         | Igralec            | Boljša roka | Kraj rojstva      |          |
| 2        | Avstrija                | Peter Schweda      | leva        |                   |          |
| 7        | Kanada                  | Doug Lynch         | leva        |                   |          |
| 20       | Švedska                 | Peter Casparsson   | leva        | Falun, Švedska    |          |
| 24       | Avstrija · Kanada       | Darcy Werenka      | desna       | Edmonton, Kanada  |          |
| 28       | Združene države Amerike | Dan Bjornlie       | leva        | Eagan, Minnessota |          |
| 40       | Avstrija                | Tino Anton Teppert | leva        |                   |          |
| 41       | Avstrija                | Mario Altmann      | leva        | Dunaj, Avstrija   |          |
| 91       | Latvija                 | Viktors Ignatjevs  | leva        |                   |          |

| Napadalci | Napadalci               | Napadalci         | Napadalci | Napadalci   | Napadalci                    | Napadalci |
| --------- | ----------------------- | ----------------- | --------- | ----------- | ---------------------------- | --------- |
| #         |                         | Igralec           | Položaj   | Boljša roka | Kraj rojstva                 |           |
| 6         | Avstrija                | Rafael Rotter     | RW        | desna       |                              |           |
| 9         | Avstrija                | Yuri Tsurenkov    | LW        | leva        | Moskva, Rusija               |           |
| 11        | Kanada                  | Trevor Gallant    | RW        | leva        | London, Ontario, Kanada      |           |
| 13        | Kanada                  | Patrick Lebeau    | LW        |             | Saint-Jêróme, Québec, Kanada |           |
| 16        | Kanada                  | Paul Healey       | RW        | desna       |                              |           |
| 19        | Finska                  | Juha Riihijärvi   | LW        | desna       | Kemin, Finska                |           |
| 25        | Kanada                  | Benoit Gratton    | C         | leva        | Montreal, Kanada             |           |
| 29        | Avstrija                | Sean Selmser      | C         | leva        | Calgary, Kanada              |           |
| 44        | Avstrija                | Marc Tropper      | RW        | desna       | Toronto, Kanada              |           |
| 54        | Avstrija                | Raimund Divis     | RW        | leva        |                              |           |
| 71        | Avstrija                | Gerald Lederer    | LW        | leva        |                              |           |
| 76        | Združene države Amerike | Aaron Fox         | C         | desna       |                              |           |
| 81        | Avstrija                | Andreas Judex     | C         | desna       |                              |           |
| 86        | Avstrija                | Christian Dolezal | LW        | leva        | Dunaj, Avstrija              |           |
| 89        | Avstrija                | Robin Johnston    | C         | leva        |                              |           |

### Prihodi med sezono
| Prišli med sezono | Prišli med sezono       | Prišli med sezono | Prišli med sezono | Prišli med sezono  | Prišli med sezono |                                               |
| ----------------- | ----------------------- | ----------------- | ----------------- | ------------------ | ----------------- | --------------------------------------------- |
| #                 |                         | Igralec           | Položaj           | Prva tekma v klubu | Boljša roka       | Kraj rojstva                                  |
| 32                | Združene države Amerike | Doug Nolan        | Branilec          | 16. januar 2009    | leva              | Quincy, Massachusetts, ZDA                    |
| 57                | Kanada                  | Jordan Sigalet    | Vratar            | 20. januar 2009    | leva              | Novi Westminster, Britanska Kolumbija, Kanada |

### Odhodi med sezono
| Odšli med sezono | Odšli med sezono | Odšli med sezono     | Odšli med sezono | Odšli med sezono     | Odšli med sezono |              |
| ---------------- | ---------------- | -------------------- | ---------------- | -------------------- | ---------------- | ------------ |
| #                |                  | Igralec              | Položaj          | Zadnja tekma v klubu | Boljša roka      | Kraj rojstva |
|                  | Avstrija         | Alexander Höller     | Napadalec (F)    | / *                  |                  |              |
| 23               | Avstrija         | Florian Weisskircher | Vratar           | 26. december 2008    | leva             |              |

*Alexander Höller je v klubu ostal do 1. novembra 2008, čeprav ni zaigral na nobeni tekmi rednega dela Avstrijske hokejske lige.   

## Trener
| Trenerska statistika | Trenerska statistika | Trenerska statistika | Trenerska statistika | Trenerska statistika | Trenerska statistika |                                 |
| -------------------- | -------------------- | -------------------- | -------------------- | -------------------- | -------------------- | ------------------------------- |
|                      | Trener               | Prva tekma v klubu * | Zadnja tekma v klubu | Zmag                 | Porazov              | Kraj rojstva                    |
| Kanada               | Kevin Gaudet         | 18. september 2008   | /                    | 39                   | 28                   | Moncton, Novi Brunswick, Kanada |

* Pod prva tekma v klubu je navedena prva tekma tega trenerja v tekmovanju, torej Avstrijski hokejski ligi. Pripravljalne tekme so izvzete.